# 조종옥
조종옥(1971년 11월 30일 ~ 2007년 6월 25일)은 대한민국의 전 KBS 보도본부의 기자이다.

## 학력
- 대구신천초등학교 졸업
- 대구중앙중학교 졸업
- 성광고등학교 졸업
- 고려대학교 문과대학 사회학 학사

## 경력
- 1997년 : 한국일보 기자
- 1999년 : KBS 26기 공채 보도본부 기자

## 사망
2007년 6월 25일, 여름 휴가 중 PMT 항공 241편 추락 사고로 가족과(부인,두 아들) 함께 사망하였다. 향년 35세. 장례는 회사장으로 거행되었다.